# Geranium paludosum
Geranium paludosum är en näveväxtart som beskrevs av Reinhard Gustav Paul Knuth. Geranium paludosum ingår i släktet nävor, och familjen näveväxter. Inga underarter finns listade i Catalogue of Life.